# タスキギー梅毒実験

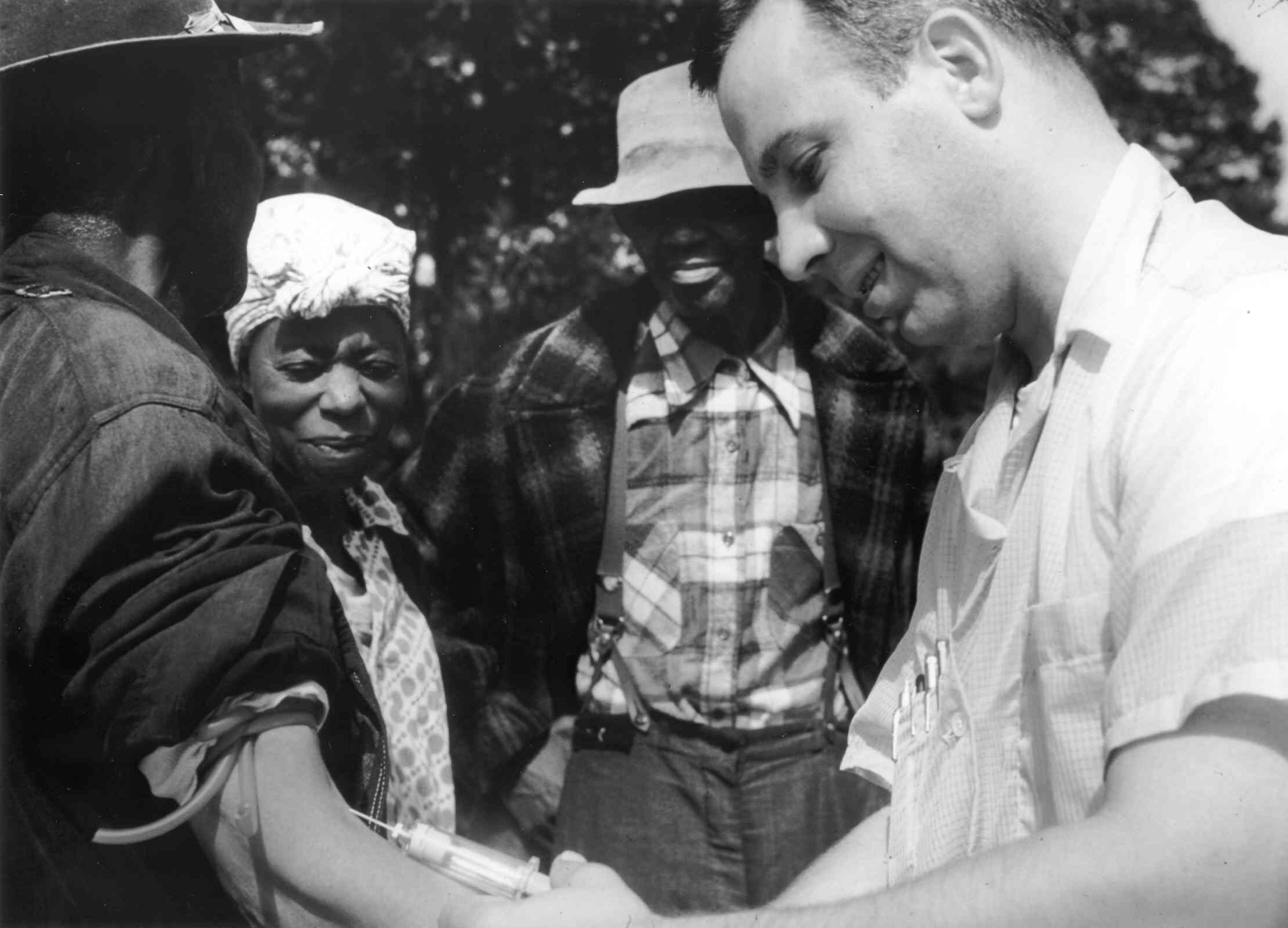
タスキギー実験の被験者から採血する医師

タスキギー梅毒実験 (あるいはタスキーギ梅毒実験)（英: Tuskegee syphilis experiment）こと「タスキギーのニグロ男性における無治療状態の梅毒の研究」（英: Tuskegee Study of Untreated Syphilis in the Negro Male）は、アフリカ系アメリカ人の人口比率が現在も圧倒的多数を占める (2010年国勢調査によると96％) アラバマ州のタスキーギで、アメリカ公衆衛生局が主導し1932年から1972年まで実施された梅毒の臨床研究である。医療倫理的に大きな問題を抱えており、これは非倫理的な人体実験の一つとされている。この研究調査の目的は、梅毒を治療しなかった場合の症状の進行を長期にわたり観察することであった。この研究に参加した黒人男性には、連邦政府が提供する医療が無償で受けられると説明されていた。

## 概要
アメリカ公衆衛生局は、1932年にこの研究を開始した。実験に協力したタスキギー大学は、いわゆる歴史的黒人大学であった。被験者として登録されたのはアラバマ州メイコン郡の貧しい黒人小作農たち600人である。彼らのうち399人は実験開始前から梅毒に感染しており、201人はこの病気にかかったことがなかった。この実験に参加した者には、その見返りとして医療だけでなく食事や葬儀費用が無償で提供された。6ヵ月だけと説明されていた実験は、実際にはその後40年間にわたって継続された。
もともと観察期間後には治療が行われる予定だったが、そのための資金提供は研究開始直前に打ち切られた。参加者たちには実際には治療が受けられないという説明もないまま実験は続いた。そもそも梅毒に感染している男性のなかで、それを診断結果として告知された者は一人もいなかった。それどころか抗生物質が梅毒の治療に有効だということが証明されてからも、ペニシリンの投与を受けた者は皆無だった。
アメリカ疾病対策予防センターによれば、参加男性たちは梅毒や貧血、倦怠感など様々な症状を表わす「悪い血液」の治療をしていると説明されていた。「悪い血液」("Bad blood")とは、それが含意するあらゆる病の集合体であり、アメリカ南部の黒人社会においては最大の死亡原因を指す言葉として知られていた。
この40年続いた研究は、その非倫理性から激しく批判された。研究者たちは、まさに自分たちが研究しているこの病気について1940年代にペニシリンが治療方法として有効であるということが発見されて以降も、あえて被験者には適切な治療を行わなかったのである。
1947年には、すでにペニシリン投与が梅毒に対する標準医療になっていたことを考えれば、この研究に参加していた医師には二つの選択肢があったといえる。梅毒患者全員を治療してしまい研究を終了するか、比較群を設けてペニシリンの治験として実験を継続するかである。実際にはタスキギー大学の研究者は、ペニシリンの在庫もそれを患者に投与した場合の情報も持ちながら、どの被験者にも治療をおこなわずに実験を続けた。さらに、メイコン郡の住人であれば誰でも利用可能な梅毒治療プログラムについても、被験者が参加しないように、情報の遮断が行われていた。
この研究は、数え切れないほどの公衆衛生局の職員が入れ替わりで監督者として関わりながら、1972年まで続いた。この年の11月16日にその迷走を暴露する内部告発者ピーター・バクストンが現れ、マスコミにリークを行った結果、ようやく研究はその終わりを迎えた。実験の被害者は少なくなかった。梅毒に感染し、亡くなった無数の男性、夫を介して梅毒に感染した40人の妻、先天梅毒で生まれてきた19人の子供たちはいずれも黒人であった。
その後のアメリカでは、臨床研究における被験者保護に関する法規制に大きな変化がもたらされ、インフォームド・コンセント、診断についての双方向的コミュニケーション、実験結果の正確な報告が臨床研究に求められるようになった。
このタスキギーの梅毒実験は、「アメリカ合衆国の歴史上おそらく最も忌まわしい生体治療の研究実験」と言われることもあり、結果として1979年のベルモント・レポートや被験者保護局の設立につながった。研究調査において被験者となる人間を保護するために、治験審査委員会を設けてアメリカ合衆国連邦政府による法規制を強化する動きも、この梅毒研究から生まれた。被験者保護局はアメリカ合衆国保健福祉省が直轄する組織であり、保健福祉省が実施・助成する臨床研究につきその監督を行っている。
1997年5月16日には、アメリカ合衆国大統領のビル・クリントンが、この実験の被害者に対して合衆国を代表して公式に謝罪を行った。

## 歴史

### 研究プロジェクト
医師も職員も、大半は単に仕事をこなしただけだ。命令に従っただけの者もいれば、科学の栄光のために仕事をした者もいるという話に尽きる。—ジョン・Ｒ・ヘラー・ジュニア、公衆衛生局性感染症対策課長
1928年のノルウェー人研究者によるオスロでの実験結果として、数百人の白人男性を対象とした、梅毒に感染してなおかつ無治療であった場合の病理学上の兆候について報告が行われた。この研究は、いわゆる「後ろ向き研究」と呼ばれるもので、すでに梅毒に感染しているが一定期間それを治療せず放置していた患者の経過から、過去の情報をつなぎあわせるように収集して調査するものである。

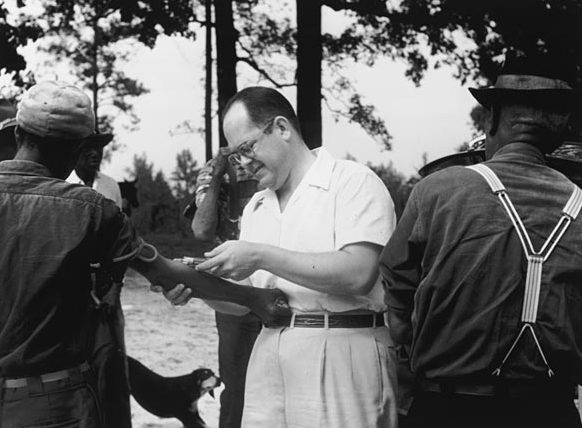
採血される被験者（1953年ごろ）

アメリカ公衆衛生局の性感染症対策課は、1932年に梅毒の研究グループを立ち上げている。プロジェクトメンバーたちは、このオスロでの調査をふまえて、それを補完するために「前向き研究」を実施することにした。この研究に関わった研究者は、被験者となる黒人男性に不都合が生じることはないと考えた。なぜなら彼らはそもそも梅毒の治療とは縁がなく、教育をこれ以上施しても、生まれつきの性欲が減退することはないであろうからである。
研究が始まったころでさえ、医学の教科書であればたいてい梅毒は必ず治療するようにと書かれていた（もし放置した場合、患者は悲惨な結果を迎えるであろうことも）。当時の一般的な治療方法は、ヒ素療法や「606号」の投与などであった。研究者はこの調査で得られた知見は全人類に利益をもたらすと自分たちの行為を正当化したが、適切な治療法が確立されてからも、医師たちは被験者にそれを施さずにいたため、結果的に男性たちに危害を加えていたことになる。後にこの研究は「医療の歴史のなかで最も長期にわたる、治療をともなわない人体実験」とも評されることになった。
タスキギー実験の創始者として、タリアフェーロ・クラークという男性の名が残っている。クラークがはじめ掲げていた計画は、梅毒に感染した黒人男性の集団を6ヵ月から9ヵ月のあいだ無治療の状態においてその自然な経過を観察し、その後に第2段階として彼らの治療を行うというものだった。公衆衛生局を代表して、クラークはタスキギー大学（アラバマ州の有名な歴史的黒人大学で、後に単科大学から総合大学になっている）とアーカンソー地方公衆衛生局に協力を要請した。他の研究メンバーが被験者をだますようなやりかたで実験を進めようとしていることに気づいたクラークは、一定期間を越えて継続的に実験をおこなう計画には反対した。彼は研究が始まった年に公衆衛生局を辞任している。

アラバマ州メイコン郡でおこなわれたこのタスキギー実験を考えた人間としてよく名前が挙がるのはこのクラークだが、トーマス・パーラン・ジュニアも、少なくとも同程度にはこの無治療の実験というアイディアの発案者ということができる。ニューヨーク州の衛生局長（でありアメリカ公衆衛生局、性感染症対策課の元課長）であったパーランは、ローゼンウォルド基金の依頼を受けて、アメリカ南部の6州で基金が実施する調査・実証プロジェクトの事前影響評価（アセスメント）を行った。彼の評価コメントには、次のような提案も含まれていた。「治療の影響を受けていない梅毒の自然な経過をニグロ人種で研究したいのであれば、この郡〔メイコン〕はロケーションとして理想的でしょう」。

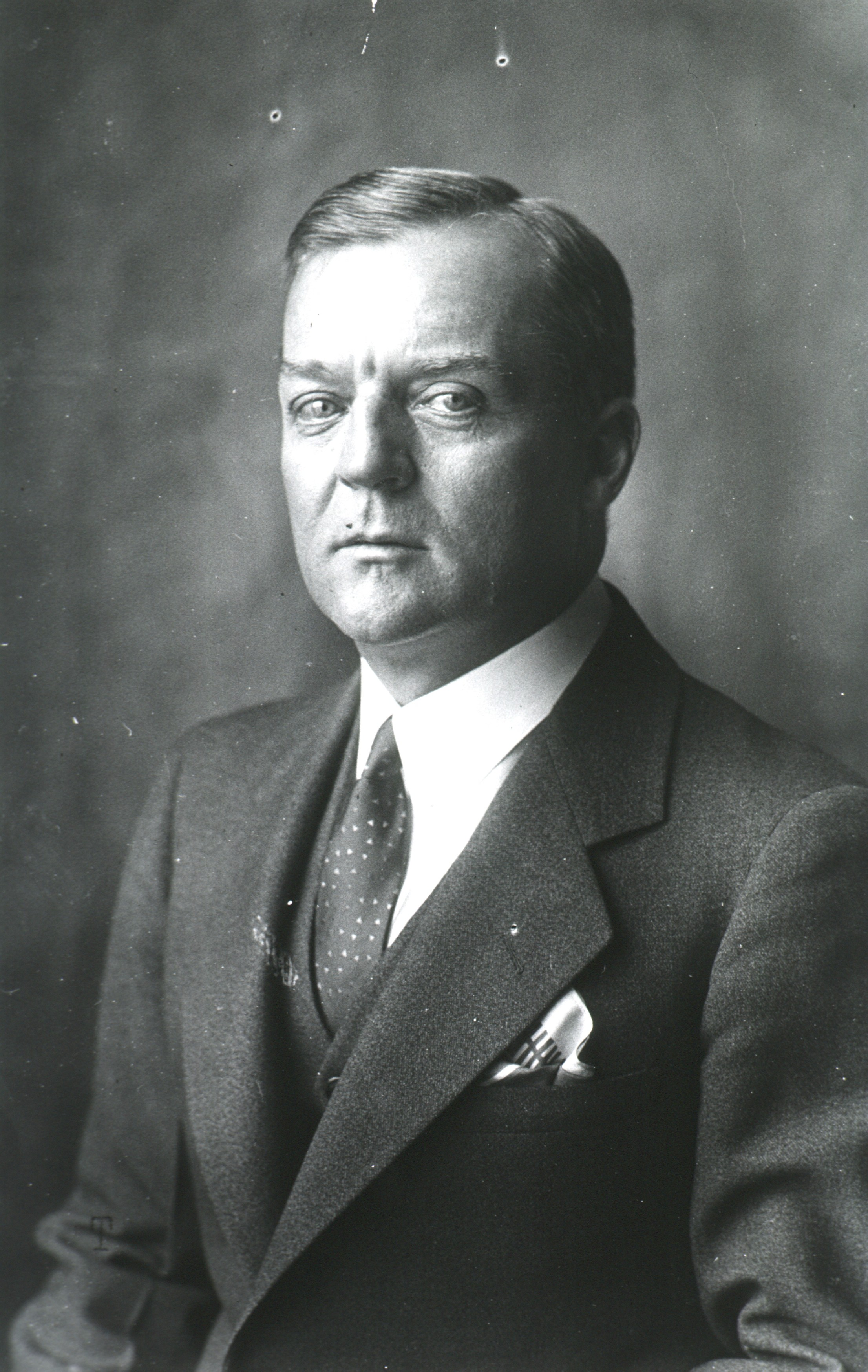
オリヴァー・ウェンガー

もともとこの梅毒研究は、6ヵ月にわたってメイコン郡の住民を対象に梅毒にまつわる病理的な要因の分布を調査する記述疫学研究としてスタートしていた。当時は、梅毒の影響範囲は感染者の人種によって異なると考えられていた。黒人についていえば、医師たちは中枢神経系よりも心臓血管系のほうが影響が大きいと考えていた。はじめ、被験者は6ヵ月から8ヵ月の診断を受けたら、その後はサルバルサンや水銀、ビスマスの投与など当時一般的だった治療が施されることになっていた。しかしどの治療薬もせいぜいがそれなりに効果を有するという程度で、むしろどれも毒性が高いという欠点があった。タスキギー大学は当時から研究に関わっている。参加を決めた大学上層部のみたところ、この地域の貧しい人々に医療を提供するという志がこの研究にはあった。タスキギー大学付属のジョン・アンドリュー病院も公衆衛生局のために医療施設の使用に便宜をはかり、地元の黒人医師たちも同様にこの研究に協力した。ジョン・アンドリュー病院の院長も、黒人のユージーン・ディブルであった。

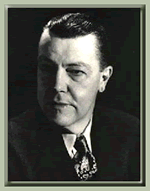
レイモンド・ヴォンダーレア (医師)
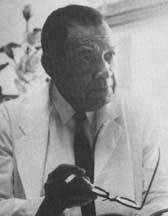
ユージーン・ディブル (医師)
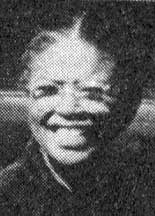
ユーニス・リバース(看護師)

### ミス・リバースの小屋
アーカンソー州ホットスプリングスにある地方公衆衛生局の性感染症指導所の所長であったオリヴァー・ウェンガーと彼の部下は、梅毒実験の初期における研究計画の策定において中心的な役割を果たした。後にタスキギー実験が長期間にわたり、治療のための資金が尽きたために無治療のまま経過観察だけを行う計画に修正されたときも、ウェンガーはプロジェクトチームに助言を行うなど協力を続けた。
この研究における現場のリーダーには、レイモンド・ヴォンダーレアが任命された。彼は、このプロジェクトにおいて長期にわたって追跡調査を行うという方針を後押しした人物でもある。脊椎穿刺（神経梅毒の兆候をみるための）を受けることについて被験者からの「同意」を得るために、ヴォンダーレアがとった方法とは、この診察を「特別な無償の治療」の一環として行うというものだった。診断結果は被験者に明かされなかった。抗生物質のペニシリンが梅毒を治癒する効果をもつことが初めて示された直後の1943年、ヴォンダーレアは性感染症対策課の課長を辞任している。
医療倫理は研究の開始当初から十分に考慮されていたとはいいがたく、それ以降も急速になおざりになった。
しかし、タスキギー大学とつながりのある黒人の医療従事者や教育者には、この実験の実施や研究の進展に一定の役割を果たすよう公衆衛生局に要請を行うものもいた。そういった人々がこの研究全体をどの程度まで理解していたのかについては、いずれにせよ明らかではない。公衆衛生局はタスキギー大学の黒人医師に予算や雇用を条件に研究への参加を依頼し、研修医にも被験者の継続的な実験参加を奨励させるよう求めた。当時のタスキギー大学の学長であったロバート・ルッサ・モートンと大学付属のジョン・アンドリュー病院の院長であったユージーン・ディブルの二人は、この政府公認の研究に、自分たちの権限や大学のリソースを惜しまなかった。正看護師のユーニス・リバースはタスキギー大学で教育を受けたのち、付属機関であるジョン・アンドリュー病院で働いていたが、彼女は研究の開始にあたり、実験に参加する人間と主な連絡をとりあう役目に抜擢されている。
リバースはメイコン郡出身の黒人であり、被験者とのコミュニケーションの柱に据えられ、彼らが実験に前向きになるよう一人一人と信頼関係を築いた。
ヴォンダーレアも、リバースが地域の黒人社会と密接なかかわりをもっているという理由で彼女を推薦していた。1930年代の大恐慌時代の最中に行われたこの実験の被験者には、まともな医療を受けられない貧しい下層階級の黒人が集められていた。そんな彼らの誘い文句に使われたのが、実験に参加すると「ミス・リバースの小屋」に行ける、という特典だった。すなわちタスキギー大学で無償の健康診断が受けられるということであり、病院へは往復ともに無料で、診断がある日は温かい食事も出るほか、ちょっとした病気ならば無償で直してくれるという触れ込みであった。全ての被験者は葬儀費用の助成を受けるため、死後に検死を受けなければならなかった。治療ではないうえに危険で痛みをともなうが、診断上必要な脊椎穿刺を受ける男性を確保するため、医師たちは「特別に無償の治療を受けるラストチャンス」と題したミスリーディングな手紙を400人の被験者に送った。

リバースは医療リソースの有限性も考慮しつつ、実験に参加することは被験者たる男性にとってリスクより利益のほうが大きいと考えた。研究が長期化しても、リバースが実験から離れることなくむしろ中心的な役割を果たすようになった。本省や地方あるいは現場の公衆衛生局職員や医師、研究者、短期の政治任用をされた役職者などが時が来ると職を辞していったのとは対照的に、リバースはタスキギー大学に留まり続けた。彼女はこの40年にわたる研究プロジェクトにおいて、最初から最後までスタッフとして参加した唯一の人間である。実際1950年代まで、リバースはこの実験において中枢メンバーの看護師の一人であった。彼女が被験者たちと個人的な関係を築き、その人となりについて知識を持っていたからこそ、長期間の追跡調査を維持することが可能になったのである。

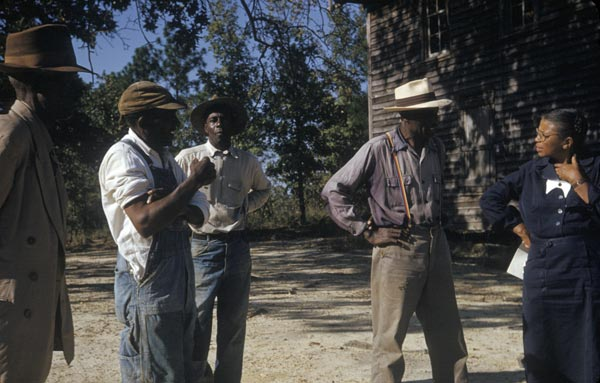
看護師であり研究のコーディネーター役となったユーニス・リバース

### 迷走
本部をシカゴに置く有名な慈善団体であるローゼンウォルド基金は、南部諸州における黒人の教育と社会発展のために尽力しており、病人についても定期的に治療が受けられるよう費用の資金援助も行っていた。かつては公衆衛生局と共同で、ミシシッピ州のデルタ・パイン＆ランド社で働く2000人を超える黒人労働者を対象に梅毒の感染率を調査したこともあった。さらには、梅毒検査において陽性であった25%の労働者に、治療が受けられるよう支援も行っていた。
1929年の株式市場の大暴落をきっかけに世界恐慌が始まったことで、ローゼンウォルド基金はこの研究に提供していた資金の引き揚げに動いた。タスキギー実験の責任者は、それが研究をご破算にしかねないという最終報告書を提出している。研究の後半にあたる治療の段階で使用する医薬品を購入する予算が打ち切られてしまうからである。
梅毒に有効な治療薬としてペニシリンが発見されてからも、被験者たる患者たちに治療を行うことをせずに実験は続行された。被験者の多くには嘘が教えられ、また投薬されたのもプラシーボであったため、研究者たちはこの重大な病気の経過を、全体的かつ長期的に観察することができたのであった。
タスキギー研究の最初の臨床データは1934年に公開され、1936年には最初のまとまった報告書が上梓された。このときはまだ安全かつ有効な梅毒の治療薬としてのペニシリンが発見される前だった。この研究が実施されている間、医学界には継続的にレポートとデータの提出が行われており、なんら秘密の実験ではなかった。

1943年、連邦議会をヘンダーソン法が通過し、性感染症の実験と治療はこの公衆衛生法による規制の対象となった。1940年代の後半にはアメリカ中の医師、病院、保健所は、梅毒と診断した場合はペニシリンで治療することが一般的になっていた。しかしタスキギー実験では、病気に感染しても治療を行わずに観察を続けることがまかりとおっていた。

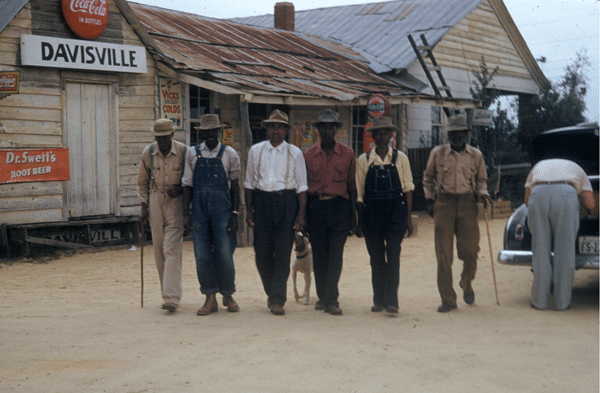
被験者たちの集合写真

第二次世界大戦中には、被験者のうち250人が兵役に登録された。その後彼らは徴兵検査場で梅毒と診断され、軍に入隊するまでに治療を受けるように指示された。しかし公衆衛生局の研究者はそれを妨害しようとし、当時の担当者による「いまのところ、陽性とわかっている患者は治療を受けないようにしている」という発言も記録されている。それにも関わらず、1963年に行われた再検査では、最初の被験者90人のうち96%が、他の機関が提供するヒ素かペニシリンによる治療を経験していることがわかった。
1947年にはペニシリンの投与が梅毒に対する標準的な治療法として確立されていた。アメリカ連邦政府は、様々な医療プログラムを準備し、この病気を撲滅するための「緊急治療センター」を設けた。性感染症の撲滅キャンペーンはメイコン郡でも行われたが、研究者たちは自分たちの被験者がそれに参加することを妨害した。

## 実験の暴露と終焉

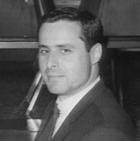
内部告発者となった元公衆衛生局の性感染症調査官だったピーター・バクストン

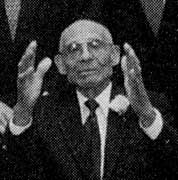
実験を生き延びたチャーリー・ポラード

タスキギー実験に初めて反対の声を上げたのは、医科大学を卒業してから4年しかたっていない若いシカゴの医師であるアイーウィン・シャッツであった。1965年、シャッツは医学雑誌に掲載されたこの実験に関する論文を読み、著者たちに直接手紙を書き、彼らがやっていることが非倫理的で恥知らずな行為だという意見をぶつけたのであった。著者の一人であったアン・ヨブスはシャッツの手紙を読んだが、すぐに無視を決め込み、返信不要という短いメモをつけてしまいこんだ。
1966年にはカリフォルニア州で公衆衛生局の性感染症調査官をしていたピーター・バクストンが、性感染症対策課の課長にこれ以上タスキギー研究を続けることの倫理性や道徳性を懸念する手紙を書いている。当時この研究を管理していた疾病対策予防センターは、この研究調査が完了するまで継続することの必要性をあらためて確認するだけだった。この「完了」とは、被験者が全員死亡し、解剖を受けることを意味した。その姿勢を後押しするように、疾病対策予防センターの研究継続のため（黒人医師を代表する）全米医師会(NMA)の地方支部やアメリカ医師会(AMA)は公然と支援活動を行っていた。
最終的にバクストンがマスコミに話を持ち込んだのは1970年代だった。1972年7月25日、タスキギー研究を取材したＡＰ通信のジーン・ヘラーが書いた記事がワシントン・スター紙に掲載された。翌日にはニューヨーク・タイムズが一面に記事を掲載し、その存在が国際的な注目を集めた。内部告発者となったピーター・バクストンは以前に公衆衛生局で性感染症の調査官をしており、部局内でこの研究について抗議をおこなったが聞き入れられず、ワシントン・スター紙とニューヨーク・タイムズ紙に情報を提供したのだった。公衆衛生局のジョン・ヘラーは、研究の後期において本局を指揮していたが、この実験は十分に倫理的であったと釈明を行っている。いわく「研究が長期化すればするほど、我々が最終的に導き出す知見は優れたものになる」。また作家のジェイムズ・ジョーンズもヘラーの記事にこんな私見を述べている。「男性たちの身分からいえばその倫理を問う議論をすべきだという根拠はみあたらない。彼らは被験者であって患者ではない。臨床研究の材料であって、病人ではないのだから」。
上院議員のエドワード・ケネディが議会聴聞を呼び掛け、そこでバクストンと教育福祉省の職員は証言を行った。世間から激しい抗議を受けたことを受けて、疾病対策予防センターと公衆衛生局は、この実験を総括するため即席の諮問会議を招集した。この会議では、男性たちが実験において「診察」や「治療」といった単純明快な言葉に同意を示していたことは確認されたが、彼らはこの実験の本当の目的については何も知らされていなかった。会議はこの研究が医学的にも正当化されえないと判断し、実験の終了を指示した。
この研究が終わりを迎える1972年までに生きていた被験者は74人しかいなかった。最初の399人のうち、28人が梅毒で亡くなり、100人が梅毒の合併症により亡くなった。彼らの配偶者40人にも感染が確認され、19人の子供が先天梅毒をもって産まれた。タスキギー大学歴史遺産博物館には、アメリカ合衆国政府がダン・カーライズに代えてロイド・クレメンツ・ジュニア宛に発行した小切手が展示されている。ロイド・クレメンツ・ジュニアはタスキギー梅毒実験の被験者の子孫の一人である。彼の曽祖父であるダン・カーライズと叔父であるルディー・クレメンツ、シルヴェスター・カーライズの二人も実験に参加していた。シルヴェスター・カーライズがタスキギー梅毒実験に関わったことを示す法的文書の原本もこの博物館には展示されている。ロイド・クレメンツ・ジュニアは、歴史研究者のスーザン・レバビーとともに自身の家族と実験の関わりを明らかにする仕事を続けている。
実験の参加者とその子孫のため後に全米黒人地位向上協会が起こした集団訴訟に対する和解案の一環として、アメリカ合衆国政府は1,000万ドルの支払と、実験から生き残った被験者とその過程で感染した家族に無償で治療を提供することに合意した。議会では、将来的にこのような虐待行為が発生することを防ぐための規制をおこなう権限を持った委員会の設立が決まった。
この実験を調査するなかで蓄積された資料は、メリーランド州ベセスダにあるアメリカ国立医学図書館に収蔵されている。

## 影響

実験の参加者をアメリカ公衆衛生局が簡単にまとめた表

1974年、国家研究法が成立し、人体実験に関わる研究について調査および規制を行う委員会（生物医学および行動科学研究の被験者保護のための全米委員会）が設立された。保健福祉省内にも治験の監督を行う被験者保護局が設立された。その後こうした研究においては、インフォームド・コンセント、診断についての双方向的コミュニケーション、実験結果の正確な報告が求められるようになった。研究調査を行う組織や病院においては、非専門家も交えた治験審査委員会が設置されることになり、研究計画の審査や患者の利益保護（十分に情報が告知されているか）の監督がおこなわれた。
1994年、「善行の名を借りた悪行？タスキギー梅毒実験とその遺産」と題した、タスキギー実験についての学際的なシンポジウムがヴァージニア大学で開催された。その後、当事者たちがタスキギー梅毒実験遺産委員会を結成し、シンポジウムで提起されたアイディアの実現に努めた。そして同委員会は1996年5月には最終報告書を提出した。この委員会には二つの密接にかかわりあう目的があった。1つは、大統領ビル・クリントンがこの研究に関して政府の過去の間違いを認め、公式に謝罪すること。もう1つが、関連する行政機関は被害者が受けた傷を癒すための施策を練ることであった。
そして翌年の1997年5月16日、大統領ビル・クリントンは公式に謝罪を行い、生き残ったタスキギー研究の被験者をホワイトハウスに招いて式典の場を設けた。彼の謝罪の言葉の一部は次のようなものだった。
やってしまったことを、やってないことにはできない。しかし、口を開くことはできる。顔をそむけることをやめることはできる。アメリカ人を代表して、あなた達の目をみつめながら、私たちはやっと言うことができた。合衆国政府のしたことが恥ずべき行いだったと、そしてお詫びの言葉を…。我が国における黒人の皆さん、あの研究を組織化した連邦政府の行いは、あまりにも明白な人種差別であったことをお詫びいたします。
このとき8人いた存命中の被験者のうち5人がこのホワイトハウスの式典に出席している。
大統領が謝罪したことで、遺産委員会の2つ目の目標も達成に近づいた。連邦政府の後押しにより国立研究医療生命倫理センター(National Center for Bioethics in Research and Health Care)がタスキギーに設立され、1999年には正式に開設されて、黒人や十分な医療サービスを受けてない人々の研究や医療に潜む問題を探る仕事が進められた。
2009年にはこの生命倫理センターに遺産博物館が開設され、タスキギーのニグロ男性における無治療状態の梅毒の研究に参加した何百人という被験者の顕彰が行われた。
タスキギー梅毒実験における虐待が暴露されたことで、黒人社会がアメリカの公衆衛生政策に寄せていた信頼は深刻な形で裏切られたと考えられている。また多くの貧しい黒人男性が定期的な予防ケアから足を遠のけることにつながったともいわれる。1999年の調査では、黒人の80%がタスキギー梅毒実験に参加した男性たちは梅毒を注入して感染させられたと考えていた。全米経済研究所の2016年の論文では、「1972年の歴史的な〔タスキギー梅毒実験の〕暴露は、医療不信や致死率の上昇、通院と入院をとわず年配の黒人男性患者と医師の交流の機会の減少が起こっていることは無関係ではない。我々の試算では、発覚以降、黒人男性の45歳時点での平均余命は1.4年も減少している。この年数は、1980年時点での男性の黒人と白人間での平均余命の差の約35%を占めている」。
一方で、タスキギー実験について知識を持っている黒人男性ほど医学研究から遠ざかるという命題を否定的にみる研究もある。あるアンケートによれば、この実験について黒人は白人より4倍以上も知っているといえそうだが、一方で生命医学の研究調査に参加したいという意欲については黒人のほうが白人よりも2倍から3倍高いといえた。別の論文でも、黒人が研究調査の対象となることを断るときに、タスキギー実験はほとんど考慮されないと結論している。医学的研究に被験者として参加しようという黒人の意志を調査する論文はあっても、人種的なマイノリティが同じような研究をどう考え、参加しているのかというテーマと関連づけて一貫性のある結論を出しているわけではない。わずかにそういう研究があっても、その評価を留保せざるをえない要因の一つが、そういった論文において〔実験に対する〕「認識」の意味合いが大きく異なるからである。例えば、認識の度合いは評価関数として意味があるように思われるが、タスキギー実験について認識があるとされる人はたいてい結果や論点について誤解しており、この実験についての認識があったからといって、それが科学的調査への参加意欲がないことと確実に関連付けられるものではない。
ある意味では梅毒実験を通じて醸成された政府に対する不信感もあって、1980年代の黒人社会にこんな噂話が根強くささやかれた。それはすなわち、HIV/AIDSの流行は政府の責任である、なぜならある種の実験として意図的に黒人社会へウィルスを持ち込んだからだ、という筋書きだった。
1992年2月、ABCのテレビ番組「プライム・タイム・ライブ」において、ジャーナリストのジェイ・シャドラーが公衆衛生局で1950年から1957年まで実験を監督したシドニー・オランスキーにインタビューを行っている。被験者たちに伝えられた嘘について質問がおよんだオランスキーは、こう答えた。「都合がいいことに彼らは実際読み書きが不自由だった。なにがよいかといえば、新聞が読めないからだ。そうでもなければ、実験が進むにつれて、彼らは新聞を読みだして何が起こっているかに気づいただろうから」。
2020年代においてもタスキギー梅毒実験の記憶から、黒人の間では国が主導するワクチン接種などの医療行為に対して不信感が根強く残っている。

## 倫理的な意義
タスキギー実験は人種と科学という問題を浮き彫りにした。この実験のみならず、アメリカにおけるさまざまな人体実験が明るみにでたことで、生物医学および行動科学研究の被験者保護のための全米委員会や国家研究法がつくられた。後者により、ある団体が連邦政府の支援（補助金、共同契約、委託発注など）を受けるためには治験審査委員会を設けなければならなくなった。外国法にのっとったプロセスで同意を得たとしても、同じような保護を与えるものであれば代替されうるが、法律か大統領令が別の方法を要求しない限りは連邦官報に告示されなければならない。
作家のジェイムズ・ジョーンズは、黒人のセクシュリティに固執する医師の問題を指摘している。つまり黒人は性病に感染した人とも喜んで性的交渉を持とうとすると考え（その診断結果を知らなかったとしても）、それが病気にかかるのは自己責任だという論法につながっているというのである。ブリット・ラサートは、この実験計画がどのように実施され、その目的がどう変化したかを論じている。彼によればこの実験は、「特許による営利追求が目的化した生物工学におけるアメリカの優位を確立しそれを維持するために、人間を培養しようのない病の天然資源あるいは動物とみなして経済的に搾取すること」であった。
情報が与えられていなかったために、タスキギー実験の被験者たちは自分たちの役割やとりうる選択肢について十分な知識がないまま実験に参加するよう操られていた。20世紀後半から、臨床試験には治験委員会の設置がセットとなり、研究に関わる被験者については、全員に意志と自発性が求められるようになった。

## 映像作品
- 『ミス・エバーズ・ボーイズ〜黒人看護婦の苦悩〜（英語版）』(1997年、HBO) 
アルフレー・ウッダードとローレンス・フィッシュバーン主演のテレビドラマ。第49回プライムタイム・エミー賞で最優秀作品賞(テレビ映画部門)および最優秀主演女優賞(リミテッド/アンソロジー・シリーズ/テレビ映画部門)の2部門を受賞。

- フランケンシュタインの誘惑 科学史 闇の事件簿「タスキギー 史上最長の人種差別実験」（2024年2月22日、NHK）[55]
NHK BSで放送されている科学ドキュメンタリー番組。

### 一次資料

Photocopied documents from the study
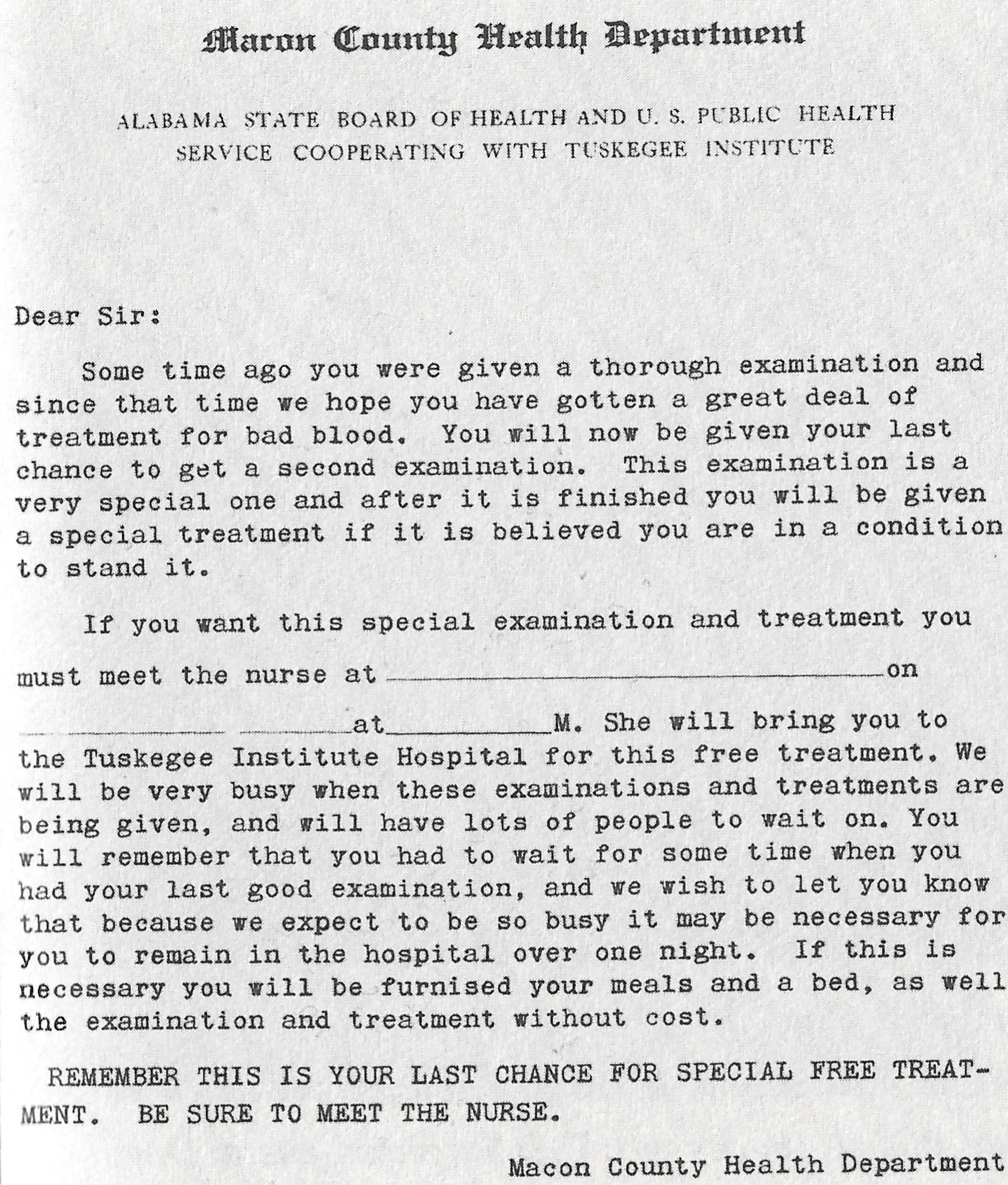
The Tuskegee Study Group Letter inviting subjects to receive "special treatment", actually a diagnostic lumbar puncture
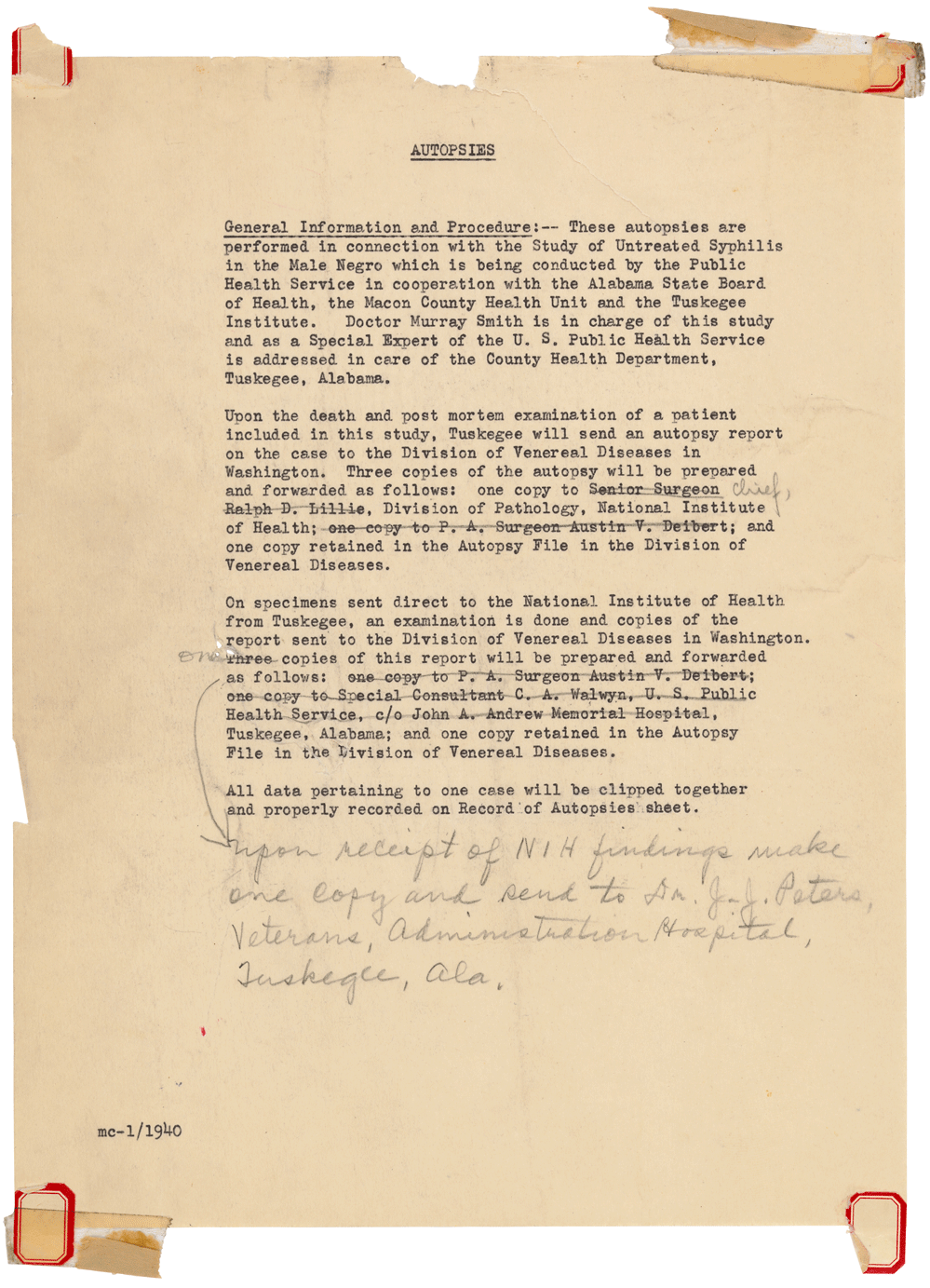
Document from Tuskegee Syphilis Study, requesting that after test subjects die, an autopsy be performed, and the results sent to the National Institutes of Health
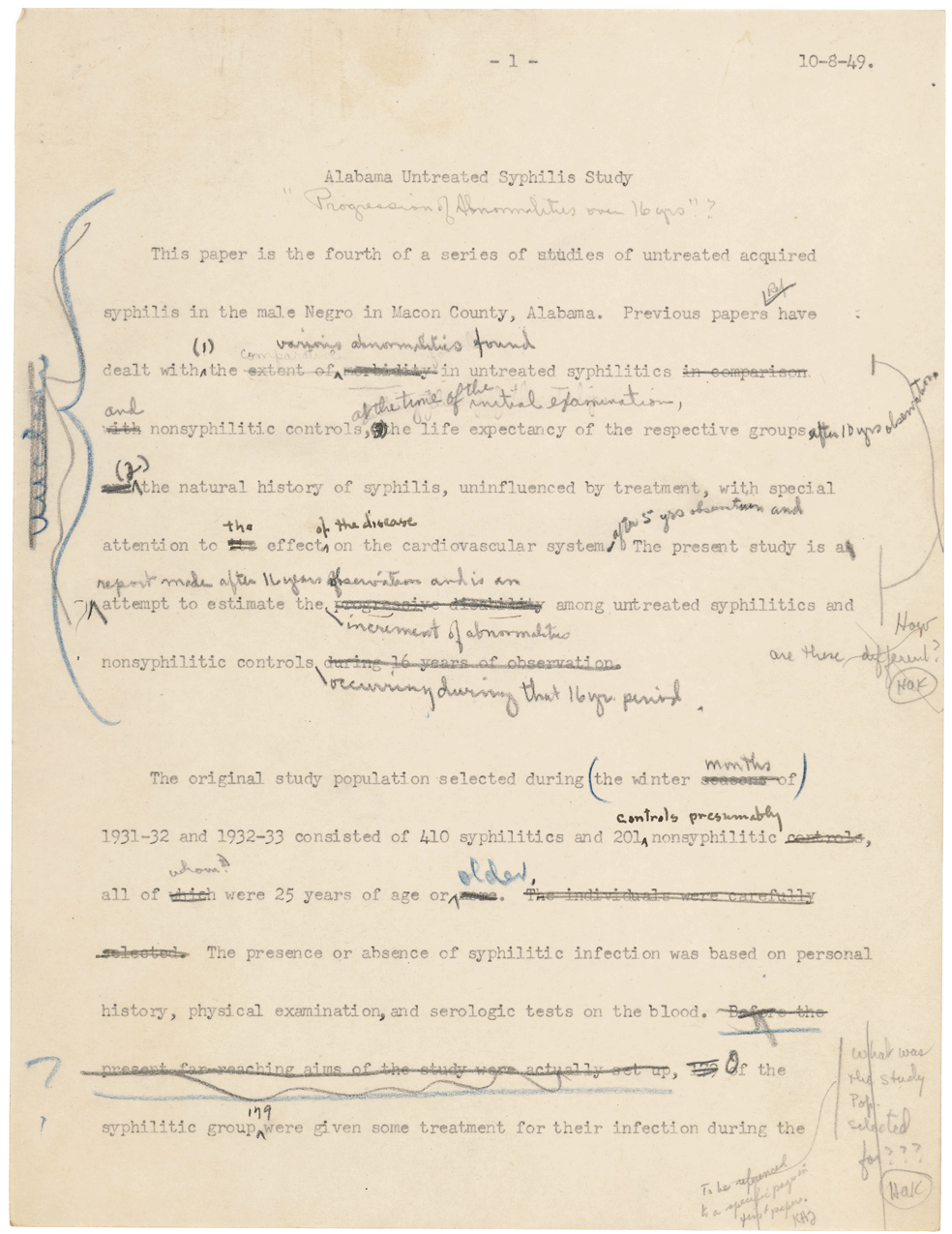
Draft report of study results up to 1949, page 1
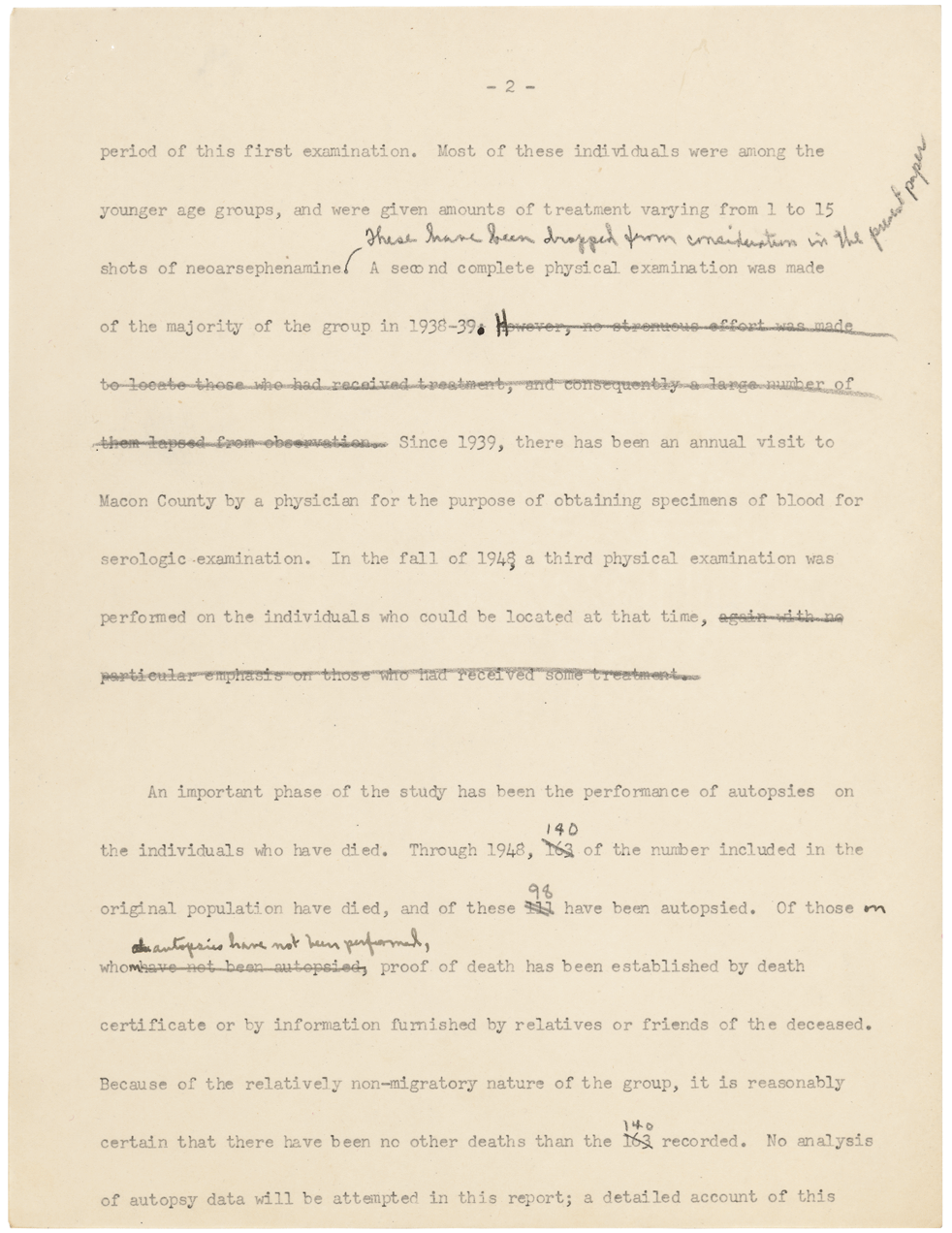
Draft report of study results up to 1949, page 2
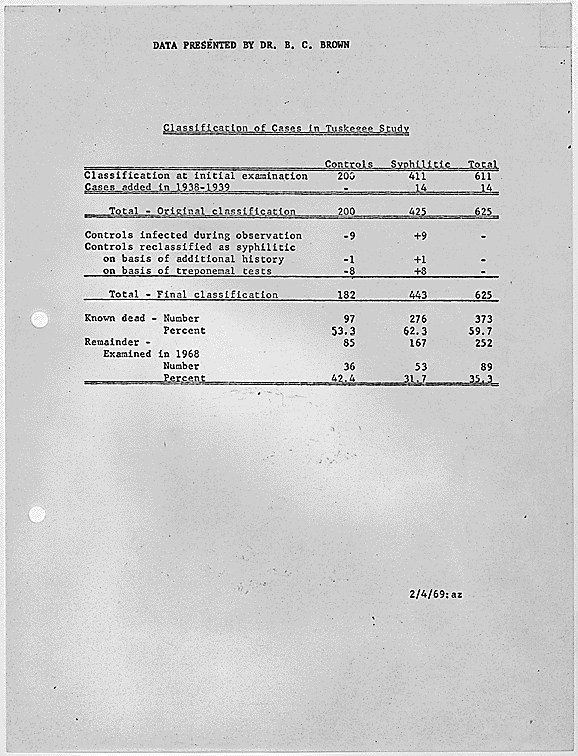
Table depicting number of subjects with syphilis and number of controlled non-syphlitic patients, and how many of the subjects have died during the experiments, 1969
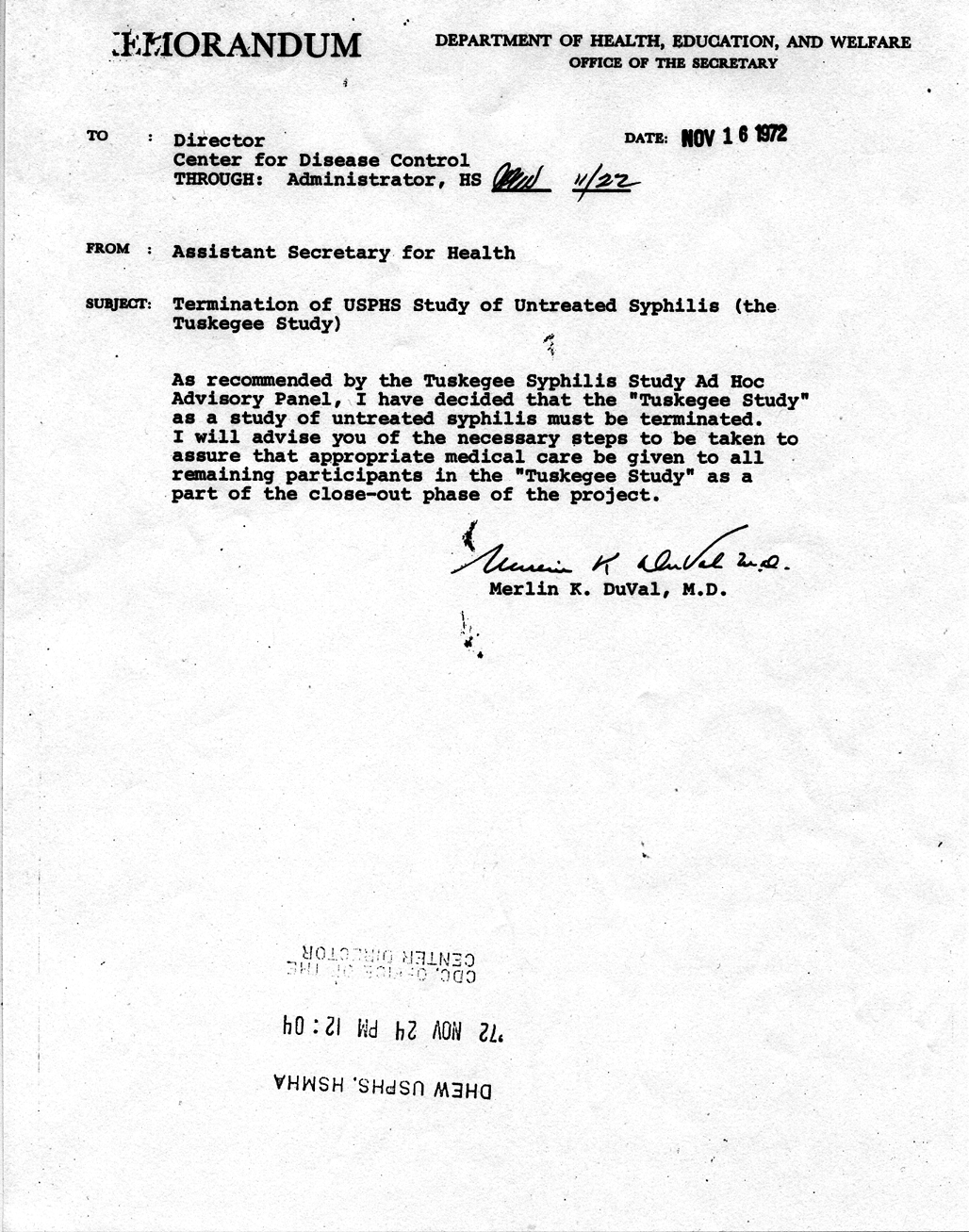
Memo ordering termination of the study